# Белен (Тюрингія)
Белен (нім. Böhlen) — громада в Німеччині, розташована в землі Тюрингія. Входить до складу району Ільм. Складова частина об'єднання громад Гросбрайтенбах.
Площа — 6,16 км2. Населення становить Невірний параметр metadata 16 070 005 ос. (станом на 31 грудня 2021).

## Галерея

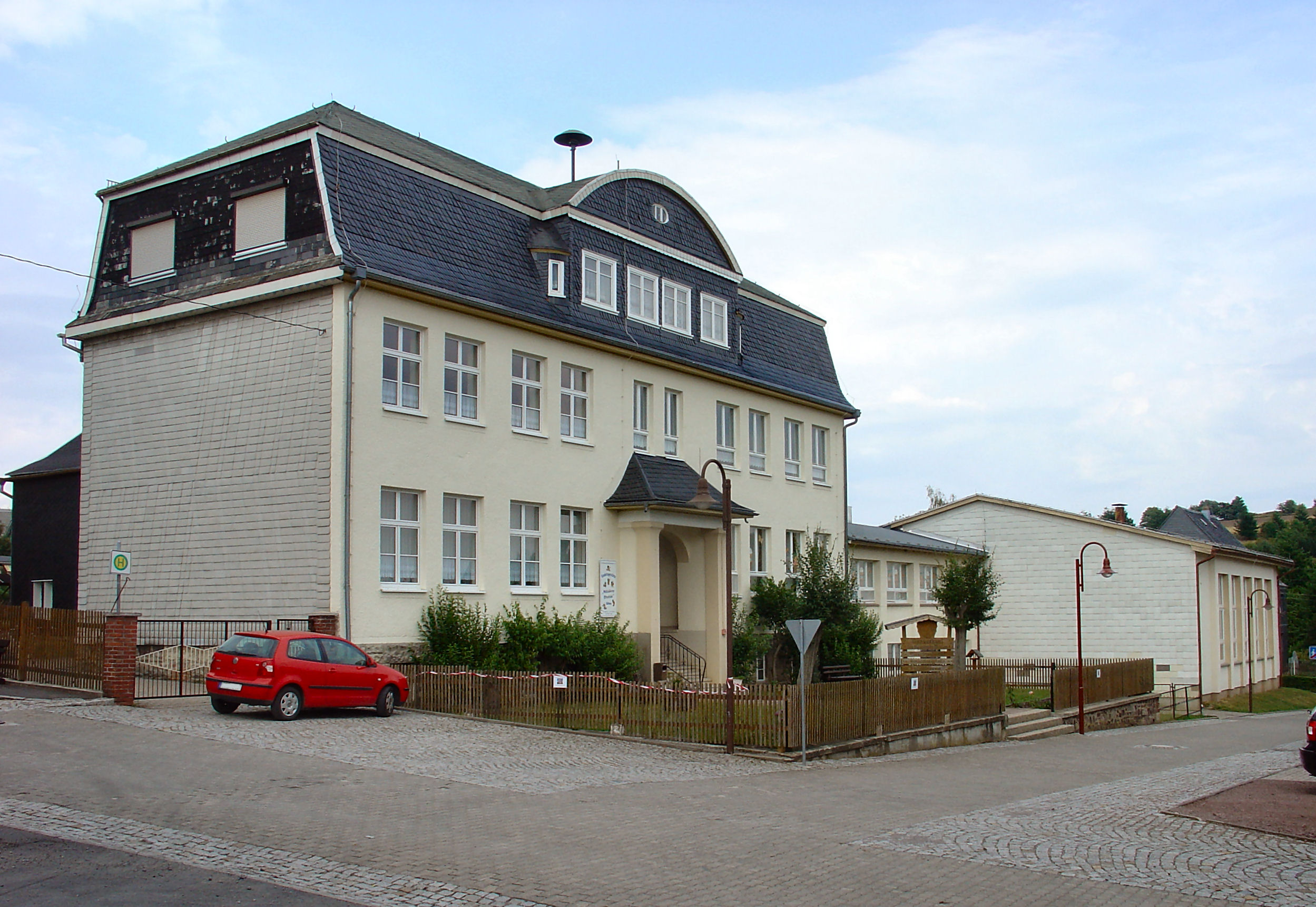
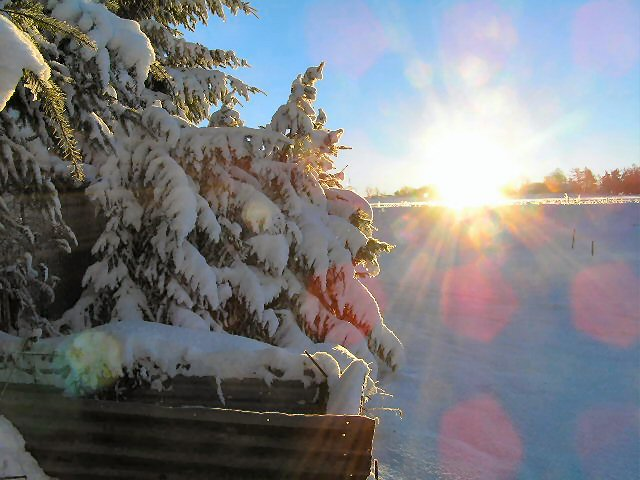
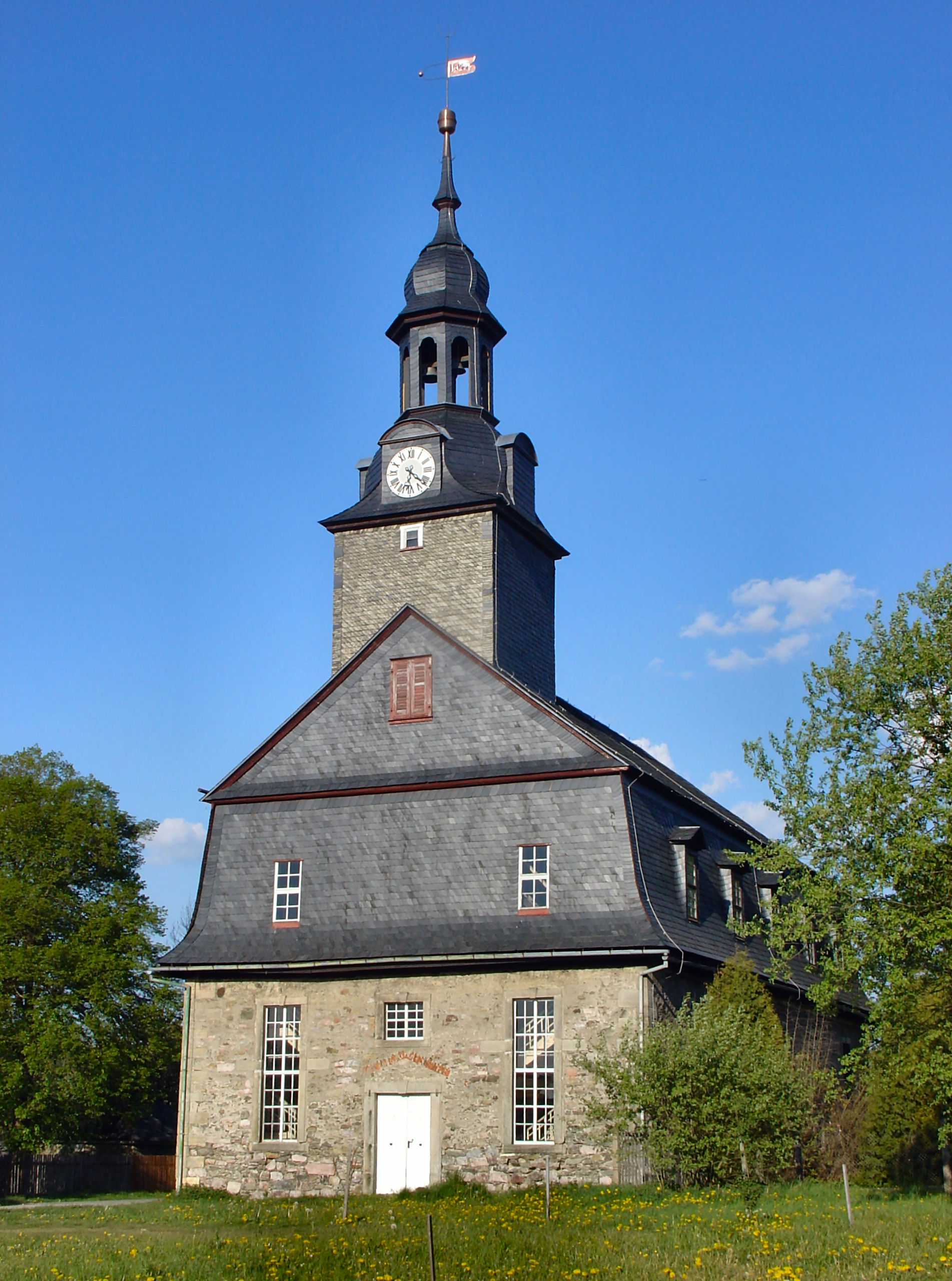
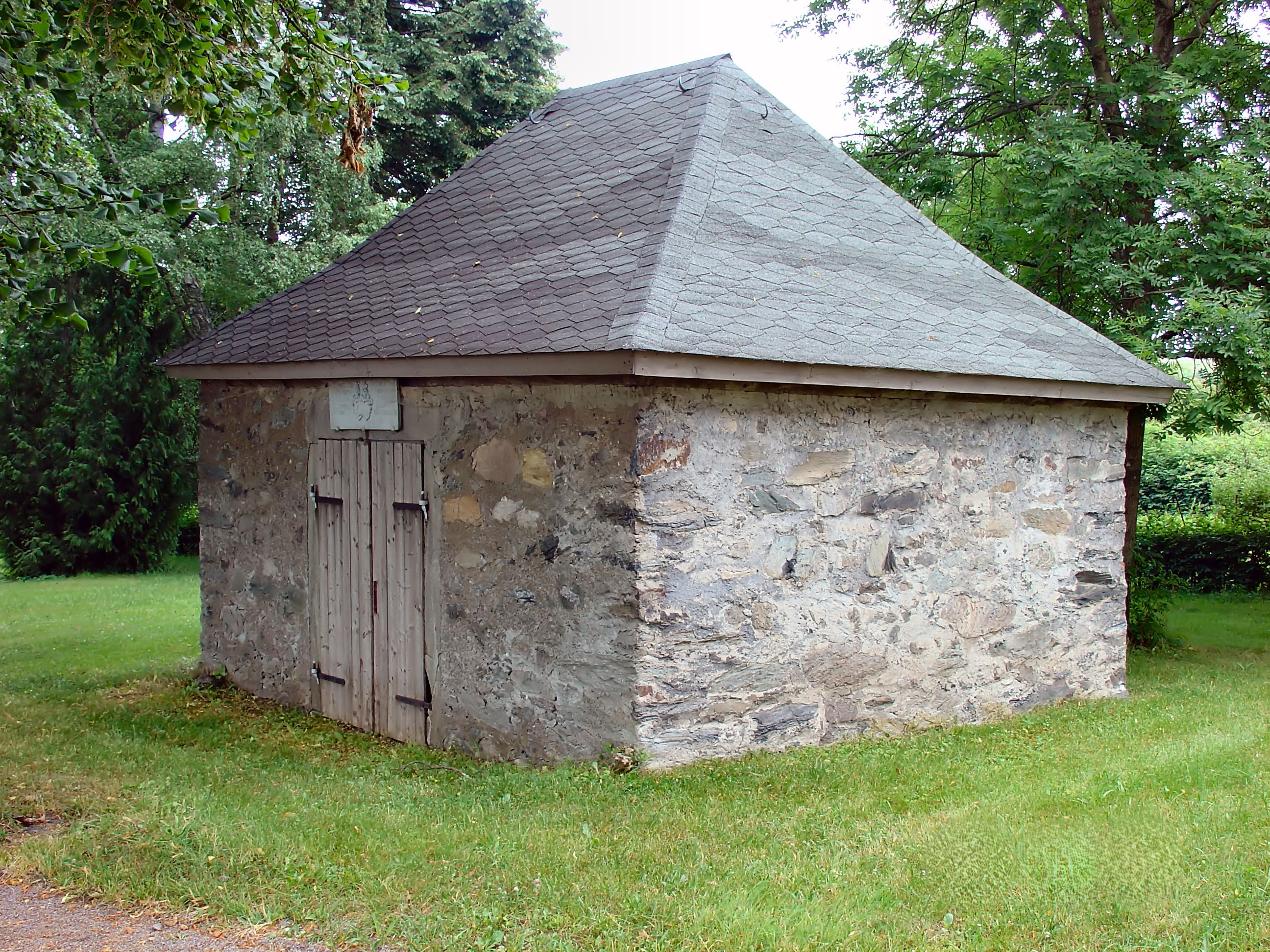
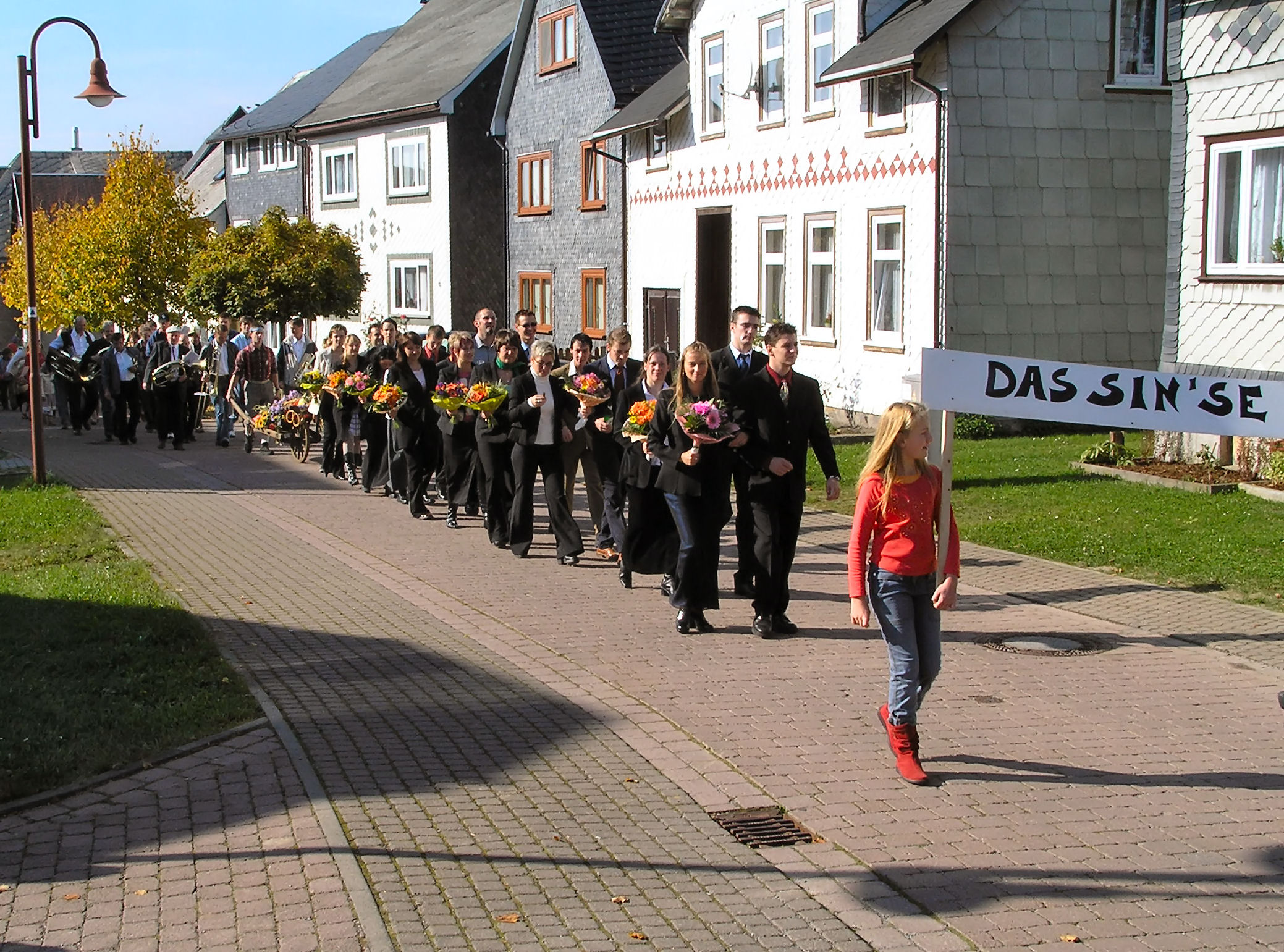
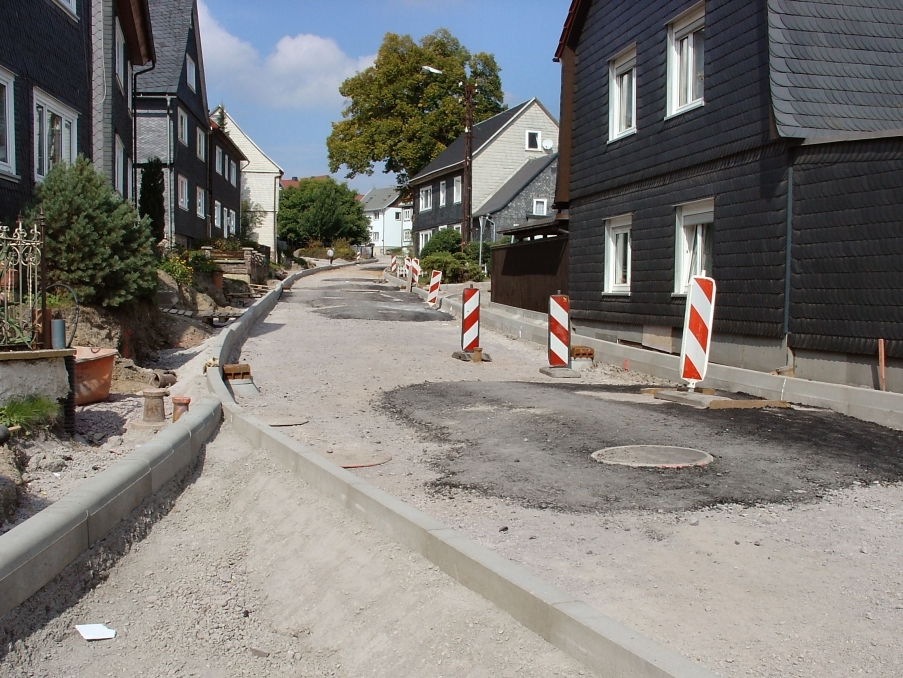